# Kladovo
Pour les articles homonymes, voir Kladovo (homonymie).
Kladovo (en serbe cyrillique : Кладово ; en roumain : Cladova) est une ville et une municipalité de Serbie situées sur la rive droite du Danube. Au recensement de 2011, la ville comptait 8 913 habitants et la municipalité dont elle est le centre 20 635.

## Géographie
Kladovo se situe sur la rive serbe du défilé des Portes de Fer, dans le district de Bor peuplé de Serbes et de Valaques.

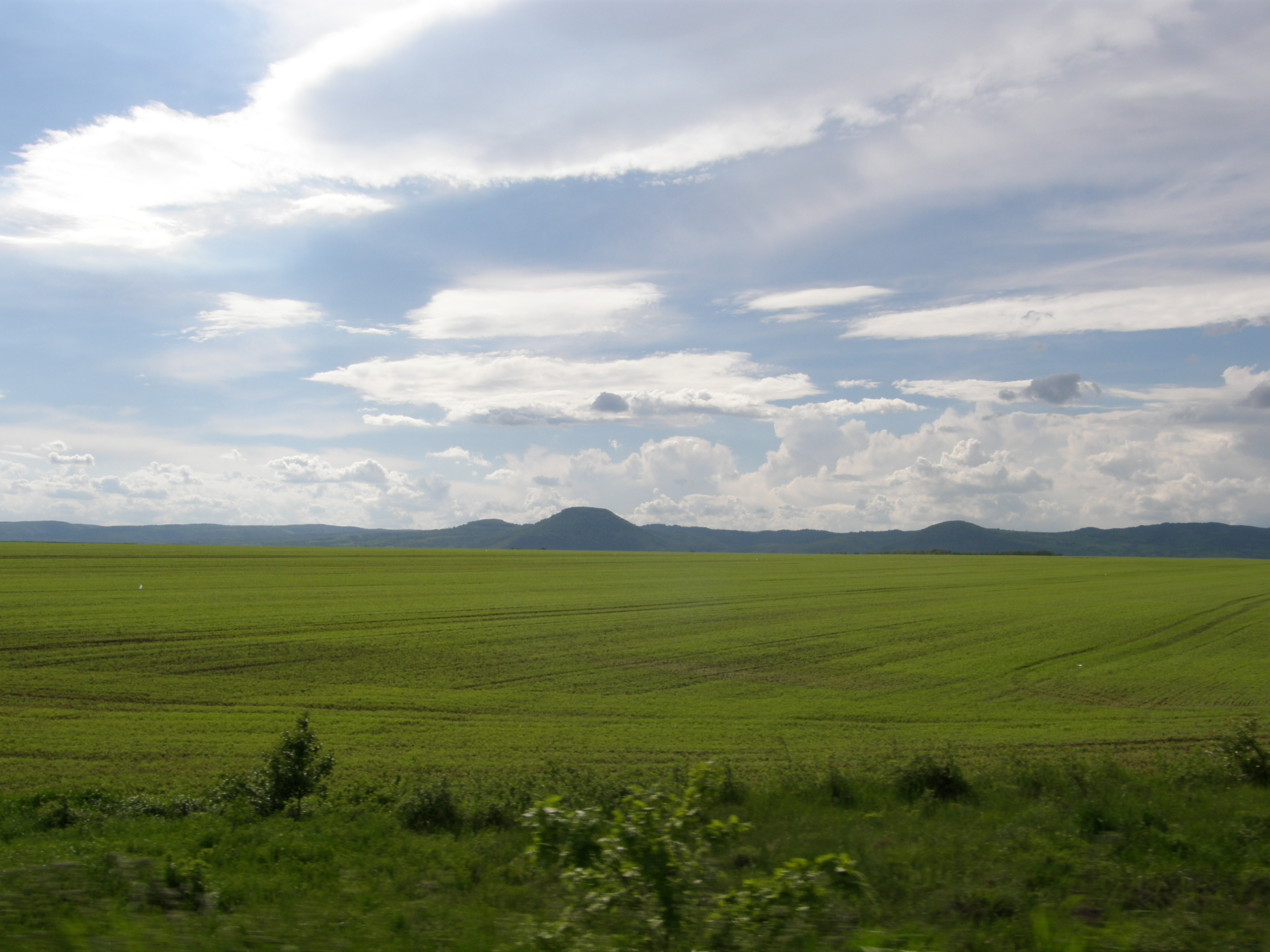
Paysage près de Kladovo

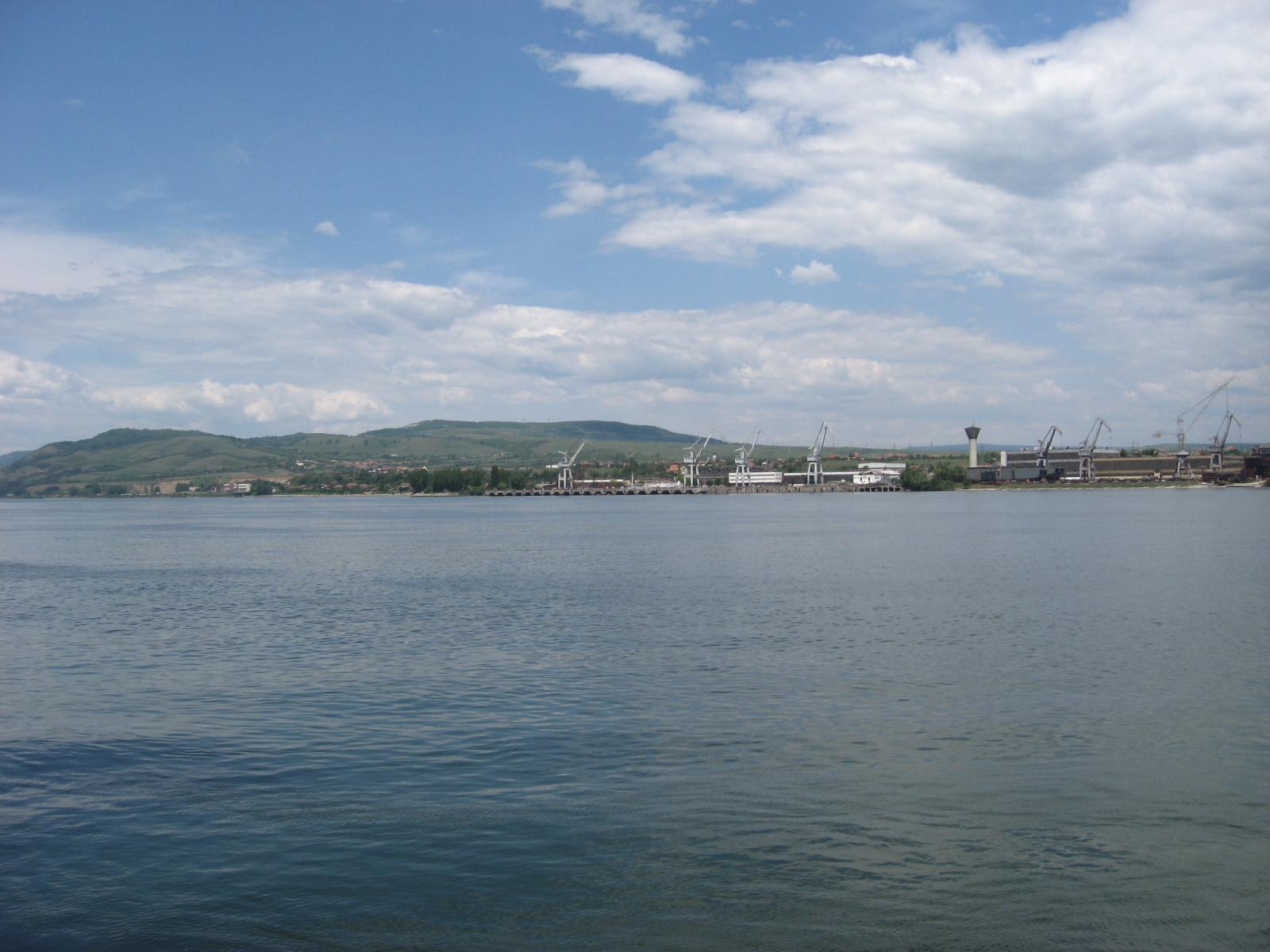

## Histoire
À l'époque romaine, une ville appelée Zanes existait à l'emplacement de l'actuel Kladovo. De fait, de nombreux vestiges datant de cette période subsistent dans les alentours, remontant notamment de l'empereur Trajan : un pont construit par Apollodore de Damas, une route et la Table de Trajan. On peut y voir aussi ceux du castrum romain de Diana.

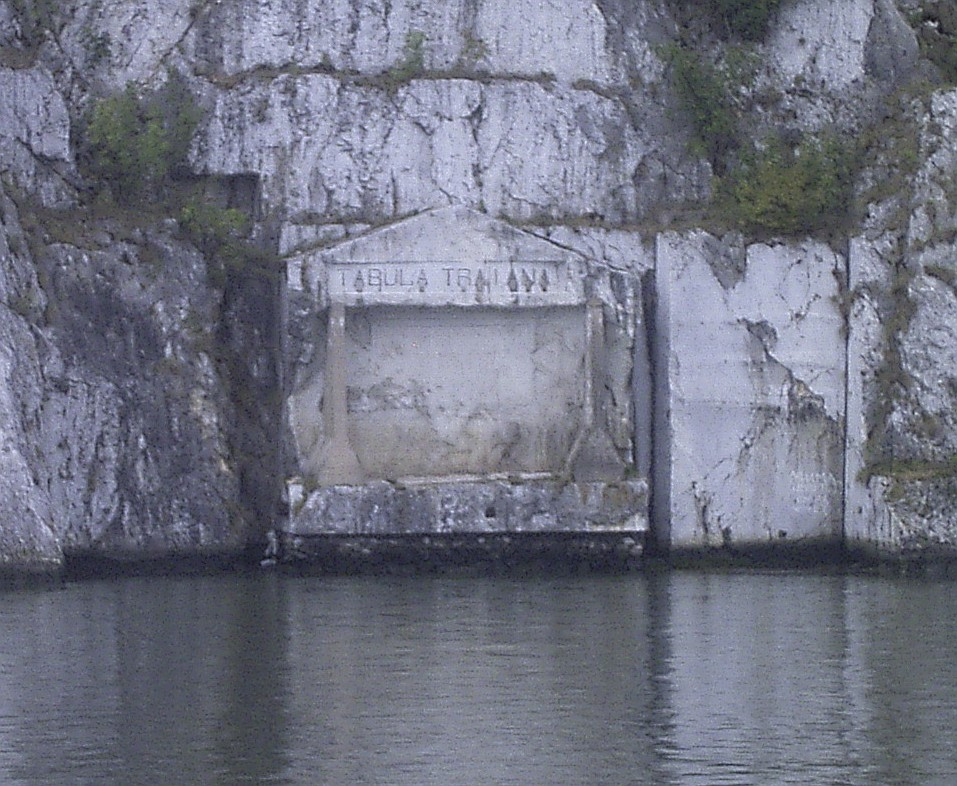
La Table de Trajan (Tabula Trajana)

Au Moyen Âge, les Slaves établirent une ville nommée Novi Grad (Нови Град), mais cette ville fut rasée par les Hongrois in 1502. En 1524, elle fut reconstruite par les Ottomans et reçut le nom de Fethi Islam ou encore Fetislam, la « porte de l'islam ».
La ville, sous le nom de Kladow, est mentionnée pour la première fois en 1596 dans des documents militaires autrichiens. L'origine de ce nom est l'objet de diverses interprétations. Les protochronistes le rattachent au mot celte kladiff, « cimetière » ou klad, « captif ». Selon les études slavistiques, Kladovo dérive des mots slaves kladenac, « puits » ou klada, « souche ». Une dernière hypothèse associe Kladovo à la cité bulgaro-valaque de Glad qui fut capitale de la région au IXe siècle.
Selon le voyageur turc Evliya Çelebi, qui visita la ville en 1666, ses habitants parlaient turc, serbe et roumain. En 1784, la population de Kladovo comptait 140 foyers musulmans et 50 foyers chrétiens. Lors de la révolte serbe de 1788, la ville fut momentanément libérée et elle fit partie de la Krajina de Koča, un territoire arraché aux Turcs et rattaché à la couronne des Habsbourg ; le futur chef du Premier soulèvement serbe contre les Turcs, Karađorđe (Karageorges), participa à la révolte.
Avant la construction de la centrale hydroélectrique de Đerdap, en 1972, Kladovo était un village parmi d'autres. La centrale permit par la suite un développement rapide de la localité.

## Localités de la municipalité de Kladovo

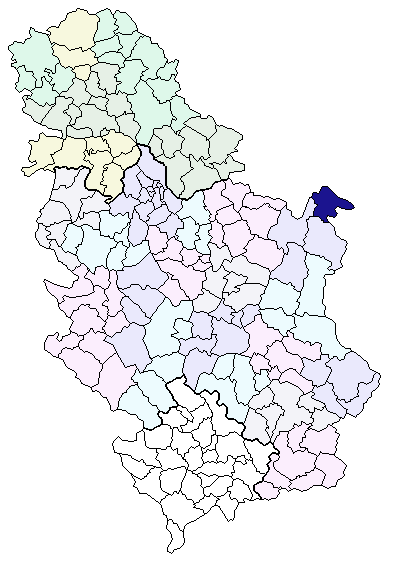
Localisation de la municipalité de Kladovo en Serbie

La municipalité de Kladovo compte 23 localités :
| - Brza Palanka - Vajuga - Velesnica - Velika Vrbica - Velika Kamenica - Grabovica - Davidovac - Kladovo - Kladušnica - Korbovo - Kostol - Kupuzište | - Ljubičevac - Mala Vrbica - Manastirica - Milutinovac - Novi Sip - Petrovo Selo - Podvrška - Reka - Rečica - Rtkovo - Tekija |

Kladovo et Brza Palanka sont officiellement classées parmi les « localités urbaines » (en serbe : градско насеље et gradsko naselje) ; toutes les autres localités sont considérées comme des « villages » (село/selo).

## Démographie

### Ville

#### Évolution historique de la population dans la ville
| 1948  | 1953  | 1961  | 1971  | 1981  | 1991  | 2002  | 2011  |
| ----- | ----- | ----- | ----- | ----- | ----- | ----- | ----- |
| 2 218 | 2 336 | 2 683 | 6 957 | 8 325 | 9 626 | 9 142 | 8 913 |

## Politique

### Élections locales de 2004
À la suite des élections locales serbes de 2008, les 40 sièges de l'assemblée municipale de Kladovo se répartissaient de la manière suivante
 :
| Parti                                                     | Sièges |
| --------------------------------------------------------- | ------ |
| Parti démocratique                                        | 10     |
| Parti démocratique de Serbie                              | 9      |
| Mouvement Force de la Serbie                              | 6      |
| Parti socialiste de Serbie                                | 5      |
| Parti radical serbe                                       | 4      |
| Coalition G17 Plus - Mouvement serbe du renouveau         | 3      |
| Liste Za Kladovo, moj grad » (« Pour Kladovo, ma ville ») | 3      |

Siniša Popović, membre du Parti démocratique du président Boris Tadić, a été élu président (maire) de la municipalité.

### Élections locales de 2008
À la suite des élections locales serbes de 2008, les sièges de l'assemblée municipale de Kladovo se répartissaient de la manière suivante :
| Parti                                                                         | Sièges |
| ----------------------------------------------------------------------------- | ------ |
| Parti démocratique                                                            | 16     |
| Parti démocratique de Serbie                                                  | 8      |
| Parti socialiste de Serbie - Parti des retraités unis de Serbie - Serbie unie | 5      |
| Parti radical serbe                                                           | 4      |
| Mouvement pour la municipalité de Kladovo                                     | 2      |

Dejan Nikolić, membre du Parti démocratique, a été élu président de la municipalité ; il a été soutenu par la coalition formée du Parti socialiste de Serbie, du Parti des retraités unis de Serbie et de Serbie unie.

## Culture

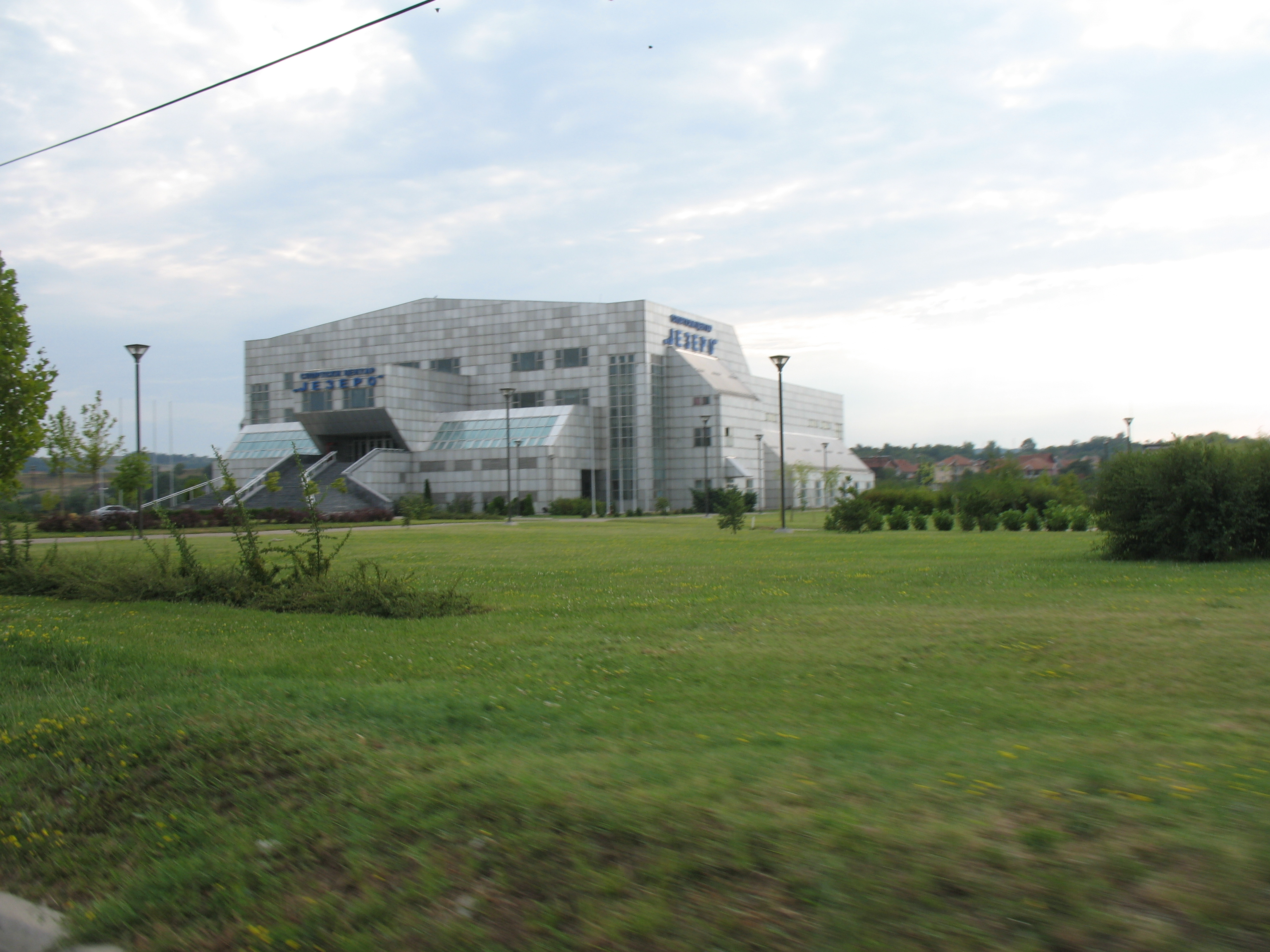
Le Centre sportif Jezero à Kladovo

## Économie
En 1972, l’installation de la centrale hydroélectrique de Đerdap a contribué au développement de la ville.

## Tourisme

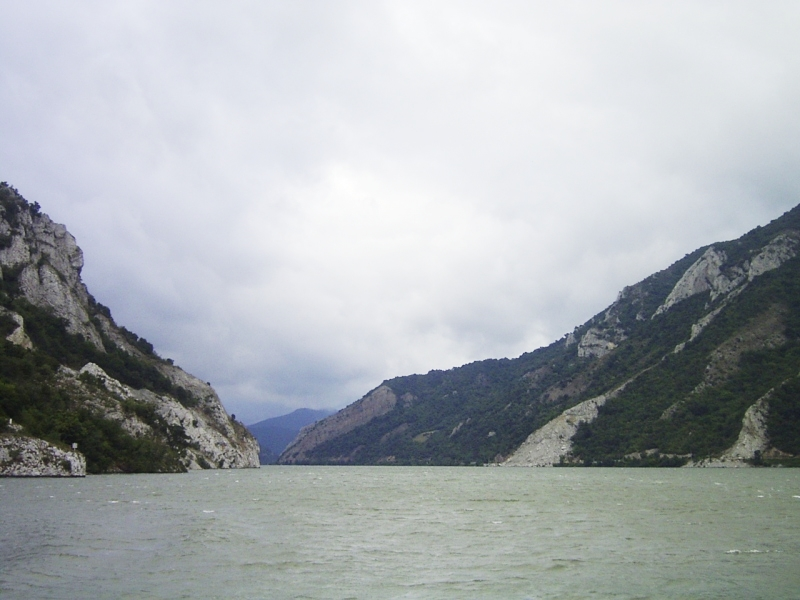
Les Portes de Fer dans le parc national de Đerdap, près de Kladovo

À proximité de Kladovo se trouve le parc national de Đerdap, un des sites naturels et historiques les plus riches de Serbie ; ce parc attire de très nombreux touristes.

## Personnalités
L’écrivain et linguiste serbe Vuk Stefanović Karadžić vécut quelque temps à Kladovo.
Acteur serbe Darko Perić né à Kladovo.